# Beechcraft Duchess
De Beechcraft Duchess was een Amerikaans tweemotorig laagdekker passagiers- en lesvliegtuig, ontwikkeld door Beechcraft en voortgedreven door twee Lycoming viercilinder boxermotoren. Het toestel had vier zitplaatsen en maakte zijn eerste vlucht in september 1974. Er zijn in totaal 437 stuks gebouwd. De productie kwam in 1983 ten einde.

## Ontwerp en historie

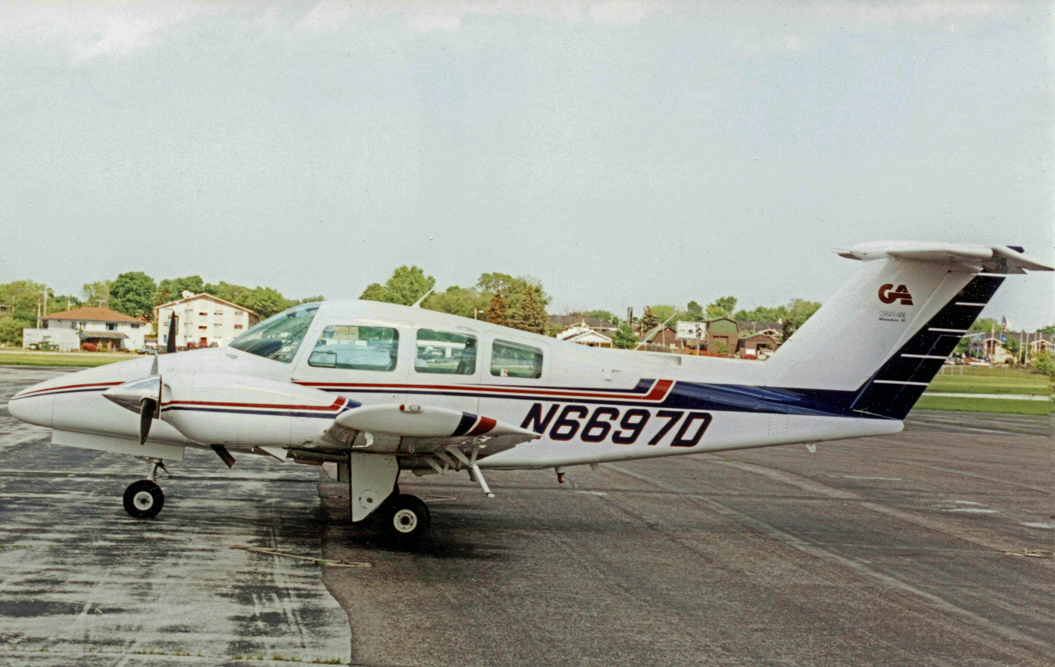
Duchess uit 1979

De Beechcraft Duchess was bedoeld als een goedkoop tweemotorig lesvliegtuig voor de Beech Aero Centers. De Duchess werd ontwikkeld vanuit de eenmotorige Model 24 Sierra van de Musketeer productlijn. Het toestel is geheel geconstrueerd van metaal met een T-staart en een intrekbaar landingsgestel. De vleugels bestaan uit verlijmd aluminium, zodat een gladder aerodynamisch oppervlak wordt verkregen.
De twee Lycoming O-360 viercilinder boxermotoren zijn contraroterend, zodat bij een motorstoring geen motor met een kritische draairichting kan ontstaan. Dit maakt het vliegen op één motor veiliger.

## Varianten
Model 76 DuchessVierzitter, tweemotorig (2 x Lycoming O-360), laagdekker lestoestel met een gelijmde aluminium constructie.
Model 76TC DuchessOnofficiële aanduiding van een eenmalig testtoestel met turbogeladen Lycoming O-360 motoren.